# Грэм, Билли
Уильям (Билли) Франклин Грэм (англ. William Franklin Graham; 7 ноября 1918, Шарлотт, Северная Каролина, США — 21 февраля 2018, Монтрит, Северная Каролина, США) — всемирно известный американский религиозный и общественный деятель, пастор баптистской церкви, теле- и радиопроповедник, автор большого количества книг, член самого крупного баптистского объединения в мире — Южной баптистской конвенции, евангелист, стал всемирно известным в конце 1940-х годов. Один из его биографов поместил его «в число самых влиятельных христианских деятелей» XX века.
Он организовывал большие собрания в помещениях и под открытым небом, на которых проповедовал. Затем эти проповеди транслировались по радио и телевидению; некоторые из них все ещё транслировались и в XXI веке. В течение шести десятилетий своей работы на телевидении Грэм ежегодно проводил так называемые «Крестовые походы», евангелизационные кампании, которые длились с 1947 года до его выхода на пенсию в 2005 году. С 1950 по 1954 годы он также вёл радиопередачу «Час принятия решения». Грэм отвергал расовую сегрегацию и, начиная с 1953 года, сотрудничал с афроамериканскими проповедниками во время пробуждений и «крестовых походов». В 1957 году он пригласил Мартина Лютера Кинга-младшего для совместной проповеди на пробуждении в Нью-Йорке. Деятельность Билли Грэма повлияла на многих людей и побудила их к осознанному выбору между Библией и постмодернистскими взглядами. Согласно его веб-сайту, общее количество людей, которые слышали проповеди Грэма вживую на различных собраниях, включая Всемирную миссию BMS и Глобальную миссию, составляет 210 миллионов человек в более чем 185 странах и территориях.
Грэм был духовным советником президентов США, давая духовные советы каждому президенту от Гарри Трумэна (33-й президент США) до Барака Обамы (44-й). Он был особенно близок с Дуайтом Эйзенхауэром, Ричардом Никсоном и Линдоном Джонсоном, который был одним из его ближайших друзей. Также на протяжении всей своей жизни он дружил с другим телеевангелистом, пастором-основателем Хрустального собора Робертом Шуллером, которого Грэм уговорил начать своё собственное телевизионное служение.
Грэм являлся руководителем многих СМИ и книжных издательств. По словам его сотрудников, более 3,2 миллиона человек откликнулись на приглашение Билли Грэма «принять Иисуса Христа как своего личного спасителя». Евангелизация Грэма была положительна воспринята протестантскими деноминациями мейнстрима, поскольку он поощрял тех людей, которые были обращены во время его поездок, оставаться в своих церквях или возвращаться в них. Несмотря на свои подозрения и опасения по отношению к римскому католицизму, распространённые среди современных протестантов, Грэм в конечном итоге установил дружеские отношения со многими деятелями Американской католической церкви, а позже способствовал единству между католиками и протестантами. По состоянию на 2008 год предполагаемая аудитория Грэма, включая радио- и телепередачи, превысила 2,2 миллиарда человек. Одна только телевизионная передача в 1996 году могла охватить телеаудиторию в 2,5 миллиарда человек во всем мире. Благодаря своим «крестовым походам» Грэм лично проповедовал Евангелие большему количеству людей, чем кто-либо в истории христианства. Грэм был в списке наиболее уважаемых мужчин и женщин института Гэллап 61 раз. Грант Вакер пишет, что к середине 1960-х он стал «Великим легитиматором»: «К тому времени его одобрение повышало статус президентов, делало приемлемой войну, приносило позор сторонникам расовых предрассудков, заставляло желать порядочности и отвергать непристойность, давало престиж в гражданской сфере».

## Биография

### Ранние годы
Уильям Франклин Грэм-младший родился 7 ноября 1918 года в спальне первого этажа фермерского дома близ города Шарлотт, Северная Каролина (англ. Charlotte, North Carolina). Он был шотландско-ирландского происхождения и был старшим из детей в семье. Его родители — Коффи Морроу (англ. Morrow Coffey) и Уильям Франклин Грэм Старший (англ. William Franklin Graham), фермер-молочник. Кроме Билли у них было ещё трое детей — две младшие сестры — Кэтрин Морроу и Джин — и младший брат Мелвин Томас. В 1927 году, когда ему было восемь лет, семья перебралась из белого каркасного дома в недавно построенный в 69 метрах от него дом из красного кирпича. Билли был воспитан церкви Ассоциации Реформаторских пресвитерианских церквей (англ. Associate Reformed Presbyterian Church). Образование получил в гимназии Шарон(англ. Sharon High School). С раннего возраста он начал читать книги, любил читать романы для мальчиков, особенно Тарзана. Как и Тарзан, он часто висел на деревьях и издавал клич Тарзана, пугая лошадей и погонщиков. По словам его отца, этот клич и привёл к тому, что он стал проповедником. Грэму было 14 лет, когда в декабре 1933 года был отменён Сухой закон, и его отец заставил его и его сестру Кэтрин пить пиво, пока их не стало рвать. Это вызвало у них такое отвращение, что Грэм и его сестра всю оставшуюся жизнь избегали алкоголя и наркотиков.
Грэму отказали в членстве в молодёжной группе его церкви за то, что он был «слишком мирским», но Альберт МакМакин, который работал на ферме Грэма, убедил его посетить евангелиста Мордехая Хэма (англ. Mordecai Ham). В 1934 году, когда Грэму было 16 лет, он был обращён во время серии собраний пробуждения, которые Хэм проводил в Шарлотте.
В мае 1935 года по окончании средней школы Грэм поступил в колледж Боба Джонса (ныне «Университет Боба Джонса») в Кливленде. Спустя один семестр он обнаружил, что учебный курс и правила колледжа были слишком законническими. В это период на него оказал влияние пастор Чарли Янг из Истпортской библейской церкви. В конце концов Грэма почти исключили из колледжа, но Боб Джонс-старший предупредил его, чтобы он не бросал учёбу: «В лучшем случае, кем бы вы могли сейчас стать, это стать бедным деревенским баптистским проповедником где-то в глуши… У тебя сильный голос. Бог может использовать этот твой голос. Он может полностью использовать его потенциал».
В 1937 году Грэм перешёл в Библейский институт Флориды (англ. Florida Bible Institute) в Темпл-Террас, где были менее строгие правила, но и там проучился недолго. В том же году он произнес свою первую проповедь в баптистской церкви Боствик недалеко от Палатки, Флорида, ещё будучи студентом. В своей автобиографии Грэм написал о том, что получил получил своё «призвание на 18-м поле гольф-клуба Temple Terrace Golf and Country Club», который находился рядом с университетским городком института. Позже на реке Хиллсборо, прямо к востоку от 18-го поля и напротив того места, где Грэм часто плыл на каноэ к небольшому острову на реке, где он проповедовал птицам, аллигаторам и кипарисовым пням был основан Мемориальный парк преподобного Билли Грэма. В 1939 году Грэм был рукоположён группой служителей южных баптистов в баптистской церкви Пениэля в Палатке, Флорида. В 1943 году Грэм окончил Уитонский колледж (англ. Wheaton College) в Уитоне, штат Иллинойс, по специальности антропология и получил степень бакалавра гуманитарных наук.
Во время своего пребывания в Уитоне Грэм принял доктрину о том, что Библия — непогрешимое слово Бога. В принятии Грэмом этой доктрины сыграла важную роль Генриетта Мирс из Первой пресвитерианской церкви Голливуда в Калифорнии.

### Семья
13 августа 1943 года Грэм женился на однокурснице Уитон Рут Белл, родители которой были миссионерами от пресвитерианской церкви в Китае. Её отец, Л. Нельсон Белл, был хирургом общего профиля. Они поженились спустя два месяца после окончания колледжа. Рут умерла 14 июня 2007 года в возрасте 87 лет. Пара была в браке почти 64 года.
У Грэма и его жены родились пятеро детей: Вирджиния Лефтвич (Джиджи) Грэм (р. 1945), автор книг и оратор; Энн Грэм Лотц (р. 1948) руководитель служения AnGeL; Рут Грэм (р. 1950), основатель и президент Ruth Graham & Friends, проводит конференции в США и Канаде; Франклин Грэм (р. 1952), президент и главный исполнительный директор Евангелистской ассоциации Билли Грэма (англ. Billy Graham Evangelistic Association), президент и главный исполнительный директор международной организации помощи «Сума Самаритянина» (англ. Samaritan’s Purse); и Нельсон Эдман Грэм (р. 1958), пастор, который управляет East Gates Ministries International, организацией, распространяющей христианскую литературу в Китае.
На момент его смерти в возрасте 99 лет в 2018 году у Грэма было 5 детей, 19 внуков (включая Уилла Грэма и Туллиана Чивидджяна), 41 правнук и 6 праправнуков.

### Начало служения
Во время обучения в Уитонском колледже в 1939 году Билли Грэм был рукоположён как служитель Южной баптистской конвенции, а также имел другие проповеднические обязанности.
С 1943 по 1944 год Грэм короткое время занимал должность пастора Первой баптистской церкви в Вестерн-Спрингс (англ. Western Springs), штат Иллинойс, недалеко от Уитона. Когда он находился там, его друг Торри Джонсон, пастор Библейской церкви Среднего Запада в Чикаго, сообщил Грэму, что его радиопрограмма «Песни в ночи» была отменена из-за отсутствия финансирования. Посоветовавшись с членами своей церкви в Вестерн-Спрингс, Грэм решил взять на себя ведение программы Джонсона при финансовой поддержке своего прихода. Запустив 2 января 1944 года новую радиопрограмму, которая все ещё называлась «Песни в ночи», Грэм нанял бас-баритона Джорджа Беверли Ши в качестве директора своего радио-служения. Хотя это радио-служение продолжалось ещё в течение многих лет, в начале 1945 Грэм решил продвинуться выше.
В 1948 году, в возрасте 29 лет, он стал президентом Северо-Западного библейского колледжа (англ. Northwestern College в Миннеаполисе; он был самым молодым президентом колледжа в стране и занимал эту должность четыре года, прежде чем ушёл в отставку в 1952 году. Вначале Грэм намеревался стать армейским капелланом, но вскоре после подачи заявки на прохождение военной комиссии заразился паротитом. После выздоровления во Флориде он был нанят на должность первого постоянного евангелиста недавно появившейся организации «Юность для Христа» (англ. Youth for Christ, YFC), соучредителями которой являются Торри Джонсон и канадский евангелист Чарльз Темплтон. Грэм путешествовал по США и Европе в качестве евангелиста YFCI. Темплтон подал заявление в Принстонскую богословскую семинарию на получение ученой степени по богословию и предложил Грэма поступить так же, но тот отказался, поскольку уже занимал пост президента Северо-Западного Библейского колледжа.
Грэм запланировал серию евангелизационных собраний в Лос-Анджелесе на 1949 год. Для них он смонтировал большой цирковой шатёр на территории парка для проведения этих служений. Эти собрания привлекли внимание национальных СМИ, особенно в консервативной сети Херста, хотя Херст и Грэм никогда не встречались. «Крестовый поход» имел такой успех, что собрания продолжались восемь недель вместо трёх, запланированных в начале. Эти собрания в Лос-Анджелесе сделали его религиозной личностью национального масштаба.

### „Крестовые походы“
Основная статья: Список «крестовых походов» Билли Грэма 

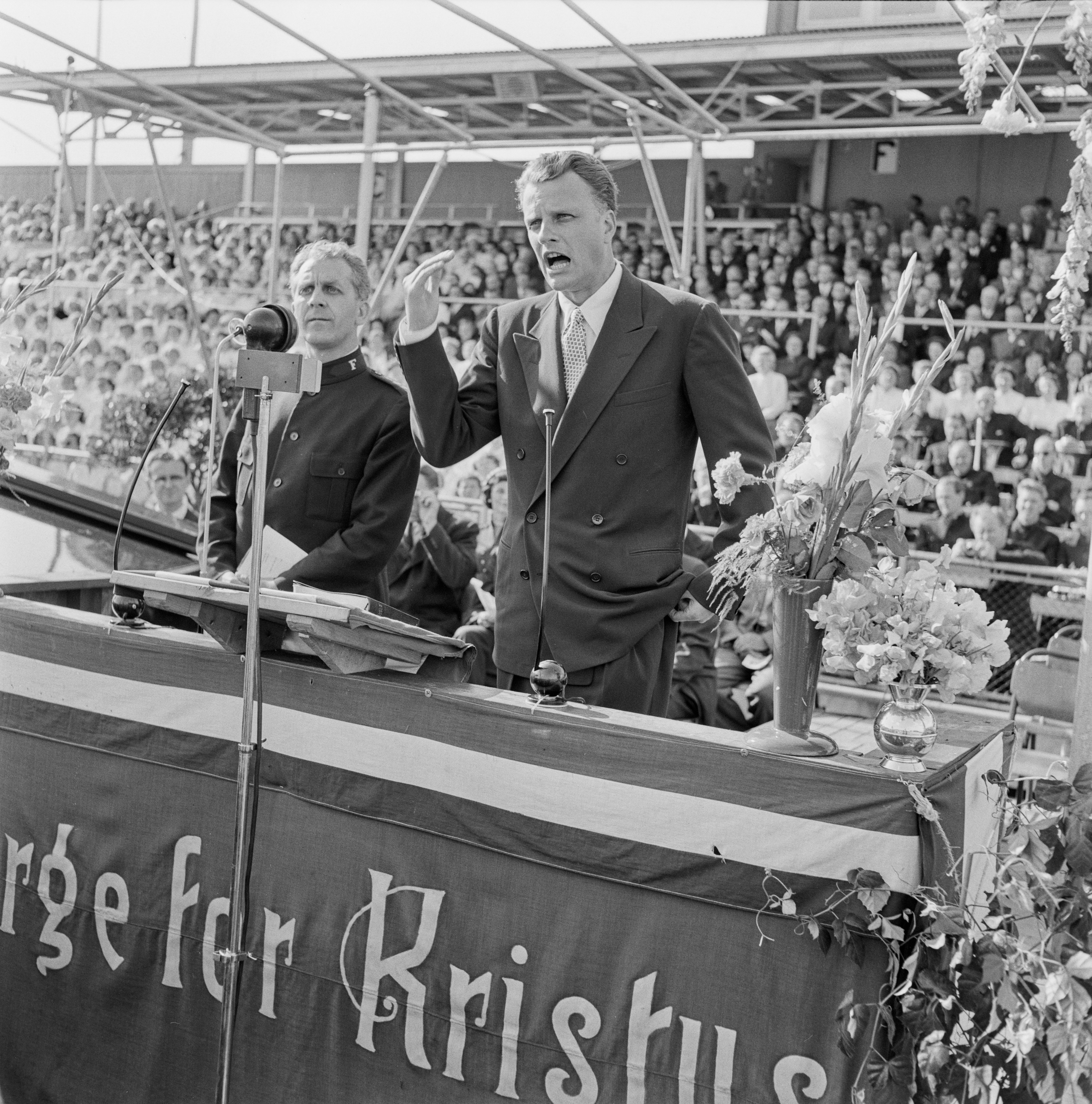
Билли Грэм проповедует на „крестовом походе“ в Осло, Норвегия, 1955

С момента начала своего служения в 1947 году Грэм провел более 400 „крестовых походов“ в 185 странах и территориях на шести континентах. Первый крестовый поход Билли Грэма, состоявшийся 13-21 сентября 1947 года в Welsh Auditorium в Гранд-Рапидсе, штат Мичиган, посетило 6000 человек. Грэму тогда было 28 лет. Он назвал их „крестовыми походами“ по аналогии с средневековыми крестовыми походами, в результате которых был завоеван Иерусалим. Для собраний во время этих евангелизационных поездок он арендовал большие площади, такие как стадион, парк или улица. Когда количество собраний увеличилось, он организовал хор из 5000 человек. Он проповедовал Евангелие и приглашал людей выйти вперёд (практика, начатая Дуайтом Л. Муди). Таких людей называли вопрошающими, и им давали возможность поговорить один на один с консультантом и вместе помолиться. Вопрошающим часто дарили экземпляр Евангелия от Иоанна или буклет для изучения Библии. В 1973 году в Дурбане, Южная Африка, на его собрание собралась толпа численностью около 100 000 человек и это стало первым крупным смешанным мероприятием в период апартеида в Южной Африке. На этом собрании он заявил, что „апартеид — это грех“. Во время собрания в Москве в 1992 году, на котором присутствовали 155 000 человек, четверть из них по его призыву вышла вперёд. Во время своих „крестовых походов“ он часто использовал призывную песню Just as I Am.
Грэму предложили пятилетний контракт на 1 миллион долларов от NBC для выступления по телевидению вместе с Артуром Годфри, но он отклонил предложение, чтобы продолжить свои поездки. У Грэма были „крестовые походы“ в Лондоне, которые длились 12 недель, и „крестовые походы“ в Нью-Йорке в Мэдисон-Сквер-Гарден в 1957 году, которые проводились каждую ночь в течение 16 недель.

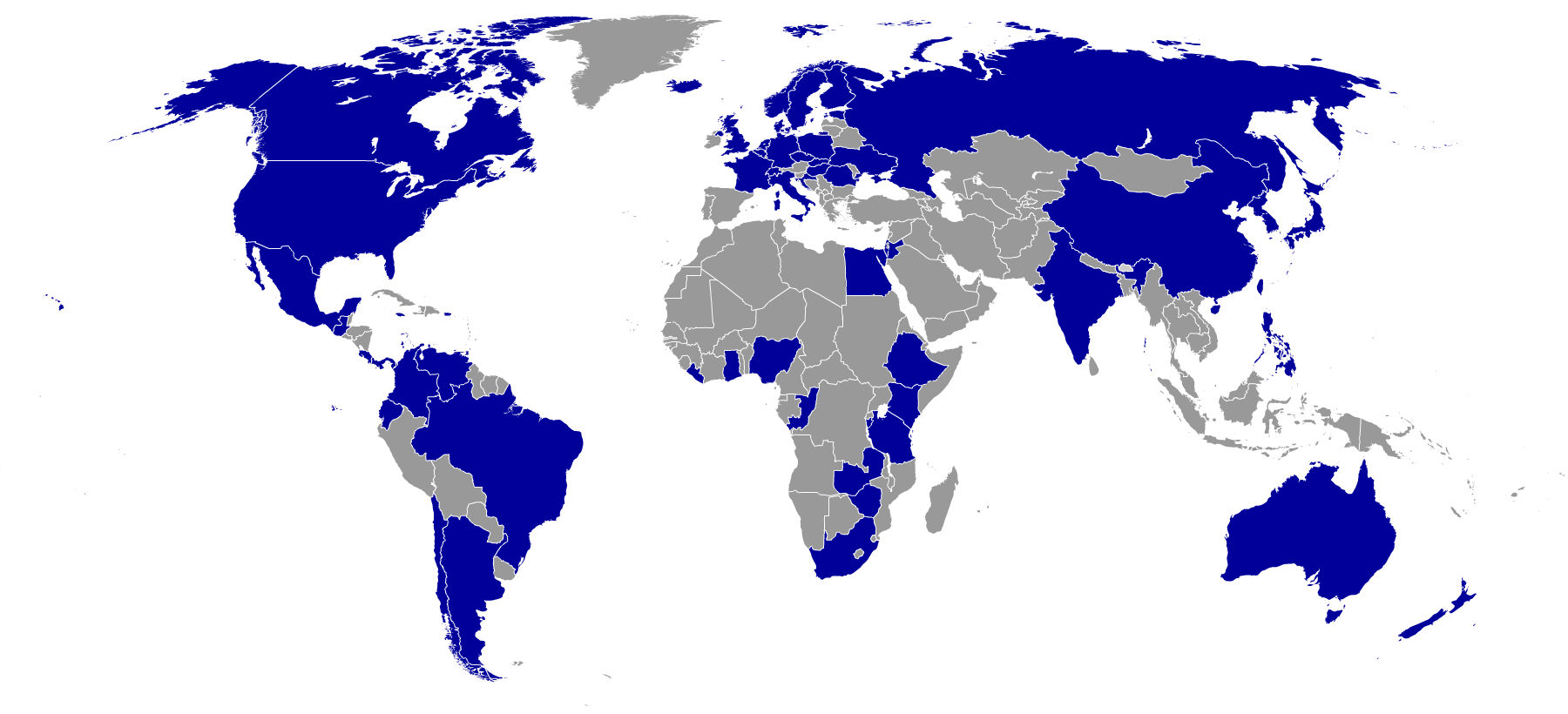
Страны, где проповедовал Билли Грэм

### Студенческое служение
Грэм девять раз выступал на конференции студенческих миссий "InterVarsity Christian Fellowship" в Урбане — в 1948, 1957, 1961, 1964, 1976, 1979, 1981, 1984 и 1987 годах.
На каждой из конференций он призывал тысячи присутствующих взять на себя обязательство следовать за Иисусом Христом всю оставшуюся жизнь. Он часто цитировал фразу из шести слов, которая, как сообщается, была написана в Библии Уильяма Уайтинга Бордена, сына успешного серебряного магната: „Никаких запасов, никакого отступления, никаких сожалений“. Борден умер в Египте по дороге на миссию.
Грэм также проводил евангелизационные собрания в кампусах нескольких колледжей: в Университете Миннесоты во время „Года евангелизации“ InterVarsity в 1950—1951, 4-дневную миссию в Йельском университете в 1957 году и недельную серию встреч в университете Аудитория Кармайкла Северной Каролины (англ. University of North Carolina's Carmichael Auditorium) в сентябре 1982 г.
В 1955 году студенты Кембриджского университета пригласили его возглавить миссию в университете; миссия была организована Кембриджским межвузовским христианским союзом (англ. Cambridge Inter-Collegiate Christian Union), а лондонский пастор-богослов Джон Стотт был главным помощником Грэма. Это приглашение было встречено с большим неодобрением в корреспондентских колонках „Таймс“.

### Евангельская ассоциация
В 1950 году Грэм основал Евангельскую ассоциацию Билли Грэма (ЕАБГ) (англ. Billy Graham Evangelistic Association, BGEA) со штаб-квартирой в Миннеаполисе. В 1999 году Ассоциация переехала в Шарлотт, Северная Каролина. Также она имеет ряд международных офисов, например, в Гонконге, Токио и Буэнос-Айресе. В настоящее время ЕАБГ включает в себя:
- „Час Решения[англ.]“ (англ. Hour of Decision) — еженедельная радиопрограмма, которая транслируется по всему миру уже более 50 лет.
- Трансляция спецпредложений миссий на телевидении США и Канады.
- Синдицированная газетная колонка „Мой ответ“, которая публикуется многими газетами США и агентством Tribune Content[англ.] (англ. Tribune Content Agency)[54].
- Журнал „Решение“ (англ. Decision), который является официальным изданием Ассоциации.
- Журнал «Христианство Сегодня» (англ. Christianity Today), который был основан в 1956 году Карлом Ф. Х. Генри[англ.], ставшим его первым редактором.
- Passageway.org, веб-сайт программы молодёжного ученичества, созданный BGEA.
- Компания World Wide Pictures[англ.], которая произвела и распространила более 130 фильмов.

В апреле 2013 года Евангелистская ассоциация Билли Грэма начала „Моя надежда с Билли Грэмом“ — крупнейшую евангелизационную кампанию в своей истории, призывая членов церкви распространять Евангелие на собраниях малых групп после просмотра видеообращения Грэма. „Идея состоит в том, чтобы христиане последовали примеру ученика Матфея из Нового Завета и распространяли Евангелие в своих собственных домах“. Видео под названием „Крест“ является главной программой из серии „Моя надежда, Америка“ а также транслировалась в неделю 95-летия Грэма.

### Движение за гражданские права
Первые „крестовые походы“ Грэма были сегрегированными, но в 1950-х годах он начал корректировать свой подход. Во время встречи в 1953 году в Чаттануге, штат Теннесси, Грэм порвал веревки, протянутые организаторами, чтобы разделить аудиторию на расовые группы. В своих воспоминаниях он писал, что сказал двум помощникам убрать барьеры, „иначе вы можете продолжать пробуждение без меня“. Он предупредил белую аудиторию: „мы гордились и думали, что мы лучше, чем любая другая раса, любой другой народ. Дамы и господа, мы попадём в ад из-за нашей гордости“.
В 1957 году позиция Грэма в отношении расовой интеграции стала более публичной, когда он позволил чернокожим проповедникам Томасу Килгору и Гарднеру К. Тейлору стать членами исполнительного комитета своего Нью-Йоркского „крестового похода“ и пригласил Мартина Лютера Кинга-младшего, с которым он познакомился во время Бойкота автобусных линий в Монтгомери в 1955 году, присоединиться к нему на его 16-недельном пробуждении в Нью-Йорке, где 2,3 миллиона человек собрались в Мэдисон-Сквер-Гарден и Таймс-сквер, чтобы послушать их. [10] Грэм вспоминал в своей автобиографии, что за это время они с Кингом подружились, и что в конечном итоге он стал одним из немногих, кто называл Кинга „Майк“ — прозвище, которым Кинг просил себя называть только ближайших друзей. После убийства Кинга в 1968 году Грэм оплакивал утрату США „социального лидера и пророка“ [55]. Также Грэм в частном порядке консультировал Кинга и других членов Конференции южного христианского руководства (англ. Southern Christian Leadership Conference, SCLC) In private, Graham advised King and other members of the Southern Christian Leadership Conference (SCLC)..
Несмотря на дружбу, в 1958 году между Грэмом и Кингом возникла напряженность, когда комитет, спонсирующий „крестовый поход“, который состоялся 25 июля в Сан-Антонио, штат Техас, пригласил губернатора штата Прайса Дэниэла, сторонника сегрегации, представить Грэма. 23 июля Кинг отправил Грэму письмо и сообщил ему, что разрешение Дэниелу выступить на „крестовом походе“, состоявшемся в ночь перед проведением демократических праймериз штата, „вполне может быть истолковано как ваше одобрение расовой сегрегации и дискриминации“. Советник Грэма Грэди Уилсон ответил Кингу, что „хотя мы не сходимся с ним во взглядах по всем вопросам, мы все равно любим его во Христе“. Хотя появление Грэма с Дэниелом разбило надежды Кинга на проведение совместных „крестовых походов“ с Грэмом в Глубоком Юге эти двое по-прежнему оставались друзьями, и Кинг сказал канадской телевизионной аудитории в следующем году, что Грэм занял „очень твердую позицию против сегрегации“. Грэм и Кинг также разошлись во мнениях о войне во Вьетнаме. После выступления Кинга „По ту сторону Вьетнама: время нарушить молчание“ (англ. Beyond Vietnam: A Time to Break Silence, в котором он осудил интервенцию США во Вьетнаме, Грэм резко критиковал его и других за критику внешней политики США.
К середине 1960 года Кинг и Грэм вместе отправились на Десятый баптистский всемирный конгресс Всемирного баптистского альянса. В 1963 году, согласно Лонгу, Грэм внёс залог за освобождение Кинга из тюрьмы во время Бирмингемской конфронтации и Центр Кинга признавал, что Грэм освободил Кинга из тюрьмы во время Движения Олбани, хотя историк Стивен Миллер сказал CNN, что не смог найти никаких доказательств инцидента. На Пасху 1964 года после взрыва в баптистской церкви на Шестнадцатой улице Грэм провел объединённые „крестовые походы“ в Бирмингеме, штат Алабама, и совершил повторную поездку по Алабаме после насилия, сопровождавшего первый марш от Сельмы до Монтгомери в 1965 году.
После смерти Грэма бывший чиновник SCLC и будущий политик из Атланты Эндрю Янг, который выступал вместе с Кореттой Скотт Кинг во время „крестового похода“ Грэма в 1994 году в Атланте, признал свою дружбу с Грэмом и заявил, что Грэм действительно ездил с Кингом на Европейскую баптистскую конвенцию 1965 года. Янг также утверждал, что Грэм часто приглашал Кинга на свои „крестовые походы“ в северные штаты. Бывший лидер Студенческого координационного комитета ненасильственных действий (англ. Student Nonviolent Coordinating Committee, SNCC) и будущий конгрессмен США Джон Льюис также считает Грэма своим вдохновителем. Льюис описал Грэма как „святого“ и человека, который „научил нас жить и научил нас умирать“.
К изменению взглядов Грэма на расизм и сегрегацию его подтолкнула вера; он сказал члену Ку-клукс-клана, что расовая интеграция необходима в первую очередь по религиозным причинам. „Нет библейских оснований для сегрегации“, — утверждал Грэм, — „земля у подножия креста ровная, и это трогает моё сердце, когда я вижу белых, стоящих плечом к плечу с черными, у креста“.

### Лозаннское движение
Дружба между Грэмом и Джоном Стоттом привела к их дальнейшему сотрудничеству в Лозаннском движении, основателем которого был Грэм. В сотрудничестве с «Христианство Сегодня» (англ. Christianity Today) Грэм созвал Международный конгресс по всемирной евангелизации (англ. Lausanne Committee for World Evangelization), который был назван журналом TIME „грандиозным форумом, возможно, самым широким собранием христиан из когда-либо проводившихся“. На этом конгрессе присутствовали 2700 участников из 150 стран. Конгресс происходил 16-25 июля 1974 г. в Лозанне, Швейцария, возникшее в его результате движение получило своё название от города-организатора. Его цель состояла в том, чтобы укрепить церкви мира для всемирной евангелизации и задействовать идеологические и социологические тенденции, которые этому содействуют. Грэм пригласил Стотта стать главным редактором Лозаннского соглашения, принятого Конгрессом и, по словам Грэма, „помогло бросить вызов и объединить евангельских христиан в великой задаче всемирной евангелизации“. Движение остаётся самым значительным достижением Грэма, оно представлено практически в каждой стране мира.

### В разных ролях

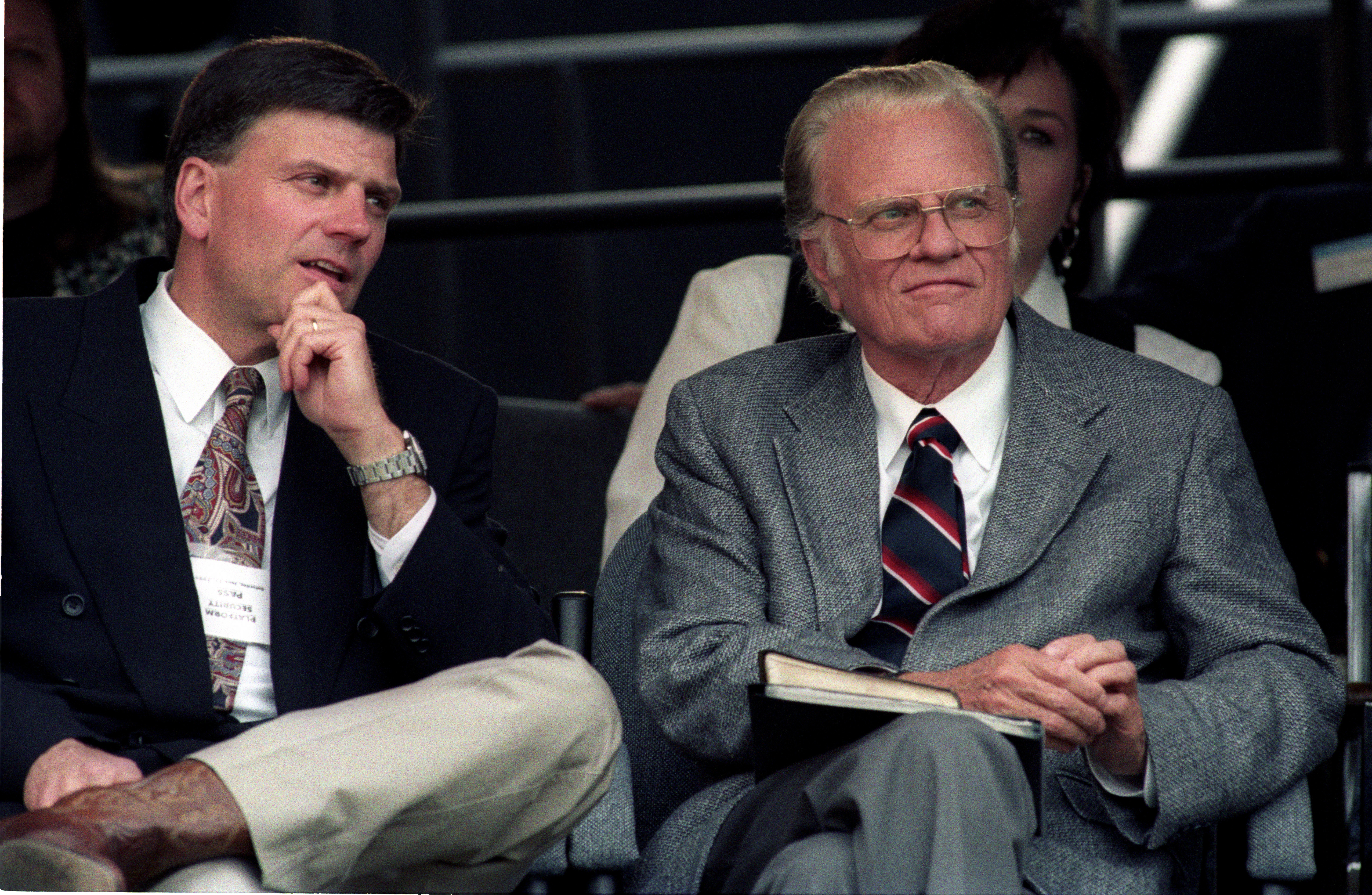
Грэм с его сыном, Франклином, на стадионе Кливленда, июнь 1994

В разные периоды жизни Билли Грэм играл разные роли, каждых из которых дополняла следующую. Грант Вакер выделил восемь основных ролей, которые он играл: проповедник, икона, южанин, предприниматель, архитектор (строитель мостов), паломник, пастор и, наконец, его широко известный статус протестантского патриарха Америки, который был на одном уровне с Мартином Лютером Кингом и Папой Иоанном Павлом II.
Например, как предприниматель он построил свой собственный павильон для Всемирной выставки в Нью-Йорке 1964 года. Он появился в качестве гостя-паломника в специальной телевизионной программе Вуди Аллена 1969 года, где он присоединился к комику в остроумной беседе по богословским вопросам. Во время „холодной войны“ Грэм-мостостроитель стал первым известным евангелистом, выступившим за „железным занавесом“, обращаясь к большим толпам людей в странах Восточной Европы и в Советском Союзе и призывая к миру. В эпоху апартеида Грэм постоянно отказывался от посещения Южной Африки до тех пор, пока её правительство не разрешило ввести общие места собраний для зрителей разных рас. Во время своего первого „крестового похода“ в Южную Африку в 1973 году он открыто осудил апартеид. Грэм также переписывался с находящимся в заключении в Южной Африке лидером борьбы за права человека Нельсоном Манделой во время его 27-летнего заключения.
В 1984 году он провел серию летних встреч „Миссия Англия“ в Соединенном Королевстве и использовал открытые футбольные поля в качестве своих площадок.
Грэм был заинтересован в распространении движения евангелизации по всему миру. В 1983, 1986 и 2000 годах он спонсировал, организовывал и оплачивал массовые обучающие конференции для христианских евангелистов; это было самой многонациональной конференцией из когда-либо существовавших до того момента. В 2000 году в конференц-центре RAI в Амстердаме, Нидерланды, собрались представители более чем 157 стран. Во время одного пробуждения в Сеуле, Южная Корея, Грэм привлек более миллиона человек на одно служение. В 1988 году он посетил Китай — для его жены Рут это было возвращением на родину, поскольку она родилась в Китае в семье миссионеров. Также в 1992 году он посещал Северную Корею.
15 октября 1989 года Грэм получил звезду на Голливудской „Аллее славы“. Он был единственным проповедником, получившим звезду в этом качестве.
22 сентября 1991 года Грэм провел свое самое большое мероприятие в Северной Америке на Большой лужайке Центрального парка Манхэттена. По оценкам городских властей, на мероприятии присутствовало более 250 000 человек. В 1998 году Грэм выступил перед группой ученых и философов на конференции „Технологии, развлечения, дизайн“.
14 сентября 2001 г. (всего через три дня после нападений на Всемирный торговый центр) Грэма пригласили провести службу в Вашингтонском национальном соборе; на службе присутствовали президент Джордж Буш. Он также выступал на поминальной службе после теракта в Оклахома-Сити в 1995 году. 24-26 июня 2005 года Грэм начал то, что, по его словам, станет его последним „крестовым походом“ в Северной Америке, трехдневные собрания пробуждения в Флашинг Медоуз — Корона-парк в районе Куинс, Нью-Йорк. В выходные с 11 по 12 марта 2006 года Грэм вместе со своим сыном Франклином Грэмом проводил „Фестиваль надежды“. Фестиваль проходил в Новом Орлеане, который тогда восстанавливался после урагана Катрина.
В 2013 году Грэм подготовил свою последнюю проповедь, „Моя надежда, Америка“, которая была выпущена на DVD и проиграна в Америке и, возможно, во всем мире с 7 по 10 ноября того года. 7 ноября исполнилось 95 лет со дня рождения Грэма, и этой проповедью он надеялся вызвать пробуждение.

### Последние годы и смерть

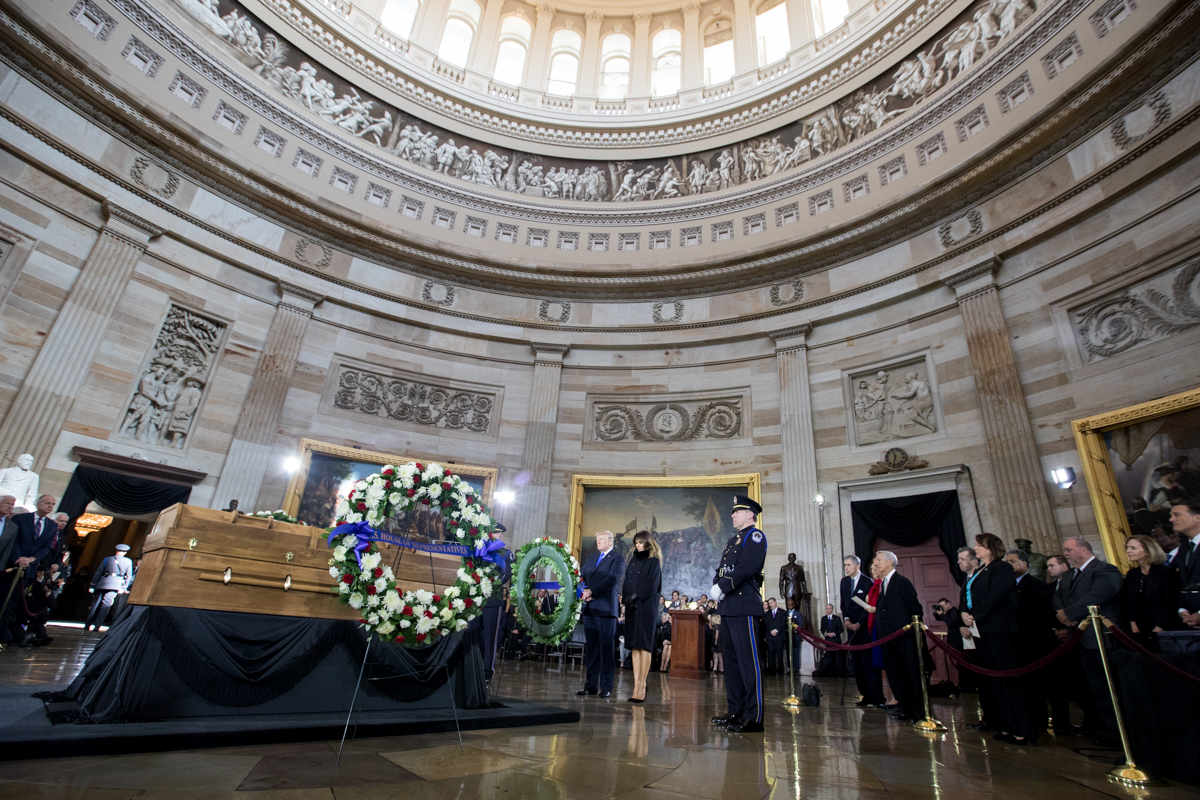
Президент Дональд Трамп и его жена отдают дань уважения преподобному Билли Грэму в ротонде Капитолия США, 28 февраля 2018.

Запланированный выход Грэма на пенсию был следствием ухудшения его здоровья: с 1992 года он страдал гидроцефалией. В августе 2005 года Грэм присутствовал на закладке фундамента своей библиотеки в Шарлотте, Северная Каролина. Ему было тогда 86, и во время церемонии он использовал ходунки. 9 июля 2006 года он выступил на фестивале Франклина Грэма в Метро Мэриленде, который проходил в Балтиморе, штат Мэриленд, в Ориол-парке на Камден-Ярдс.
В апреле 2010 года, когда Грэму исполнился 91 год, у него существенно ухудшились зрение и слух и, когда он изредка появлялся на публике (например на открытии обновленной библиотеки Билли Грэма), ему было сложно держать равновесие.
По поводу будущего места захоронения Грэма велись споры. В июне 2007 года он объявил, что он и его жена будут похоронены рядом друг с другом в Молитвенном саду библиотеки Билли Грэма в его родном городе Шарлотта. Младший сын Грэма Нед спорил со старшим сыном Франклином о том, будет ли уместно похоронить его в библиотеке. Рут Грэм сказала, что хочет, чтобы её похоронили не в Шарлотте, а в горах в Учебном центре Билли Грэма в Бухте недалеко от Эшвилла, Северная Каролина, где она жила много лет; Нед поддержал выбор своей матери. Писательница Патрисия Корнуэлл, друг семьи, также выступила против захоронения в Молитвенном саду библиотеки, назвав его достопримечательностью. Франклин хотел, чтобы его родители были похоронены в библиотеке. Когда Рут умерла было объявлено, что они будут похоронены в библиотеке.
Билли Грэм умер естественной смертью 21 февраля 2018 года в своём доме в Монтреате, Северная Каролина, в возрасте 99 лет.
28 февраля и 1 марта 2018 года Грэм стал четвёртым частным лицом в истории Соединенных Штатов, почтённым в ротонде Капитолия Соединенных Штатов в Вашингтоне, округ Колумбия. Он первый религиозный лидер, удостоенный такой чести. На церемонии воздания почестей лидер сенаторского Митч МакКоннелл и спикер палаты представителей Пол Райан назвали Грэма „пастором Америки“. Президент Дональд Трамп сказал, что Грэм был „послом Христа“. Также почтение Грэму выразил телеевангелист Джим Баккер, заявив, что он был величайшим проповедником со времен Иисуса. Он также рассказал, что Грэм навещал его в тюрьме.
2 марта 2018 г. состоялась частная панихида. Грэм был похоронен рядом с женой у подножия крестообразной кирпичной дорожки в Молитвенном саду на северо-восточной стороне библиотеки Билли Грэма. Гроб Грэма, изготовленный из сосновой фанеры вручную в 2006 году осужденными убийцами в тюрьме штата Луизиана, увенчан деревянным крестом, прибитым к нему заключенными.

## Участие в политике
После своих близких отношений с Линдоном Б. Джонсоном и Ричардом Никсоном Грэм стремился избегать какой-либо публичной политической поддержки. Бейли говорит:

Он отказывался подписывать или поддержать политические заявления и дистанцировался от правых христиан… Его первые годы жесткой оппозиции коммунизму уступили место призывам к военному разоружению и вниманию к СПИДу, бедности и экологическим угрозам.
— 
Грэм был пожизненным зарегистрированным членом Демократической партии. В 1960 году он выступал против кандидатуры Джона Ф. Кеннеди, опасаясь, что Кеннеди, как католик, будет следовать политике папы. Грэм действовал „за кулисами“, чтобы побудить влиятельных протестантских служителей выступить против Кеннеди. Во время кампании 1960 года Грэм встретился с конференцией протестантских служителей в Монтрё, Швейцария, чтобы обсудить мобилизацию общих усилий конгрегаций для победу над Кеннеди. Согласно, эпизоду 5 программы PBS Frontline, „Бог в Америке“ (2010), в сентябре 1960 года Грэм организовал с этой целью встречу сотен протестантских служителей в Вашингтоне. Встречу провел Норман Винсент Пил. Это было незадолго до выступления Кеннеди о разделении церкви и государства в Хьюстоне; выступление было сочтено успешным в ответ на опасения многих избирателей. Однако после своего избрания Кеннеди пригласил Грэма поиграть в гольф в Палм-Бич, после чего Грэм признал избрание Кеннеди как возможность для католиков и протестантов сблизиться. После того, как они поговорили о Христе на этой встрече, они продолжали поддерживать связь, встретившись в последний раз на собрании Национального дня молитвы в феврале 1963 года. В своей автобиографии Грэм утверждал, что чувствовал „внутреннее предчувствие“ за неделю до убийства Кеннеди и пытался связаться с ним, чтобы сказать: „Не едьте в Техас!“
Грэм выступал против подавляющего большинства причин делать аборт, допуская их как законный вариант в очень узком диапазоне обстоятельств: изнасилование, инцест и угроза жизни матери. Евангелистская ассоциация Билли Грэма заявляет, что „Жизнь священна, и мы должны стремиться защитить любую человеческую жизнь: нерожденного, ребёнка, взрослого и престарелого“.
Во время президентства Ричарда Никсона, с которым он познакомился и подружился, когда тот был вице-президентом при Дуайте Д. Эйзенхауэре Грэм склонялся к республиканцам. Впоследствии он не поддерживал полностью более поздних религиозных правых, говоря, что у Иисуса не было политической партии. [24] На протяжении многих лет он поддерживал различных политических кандидатов.
В 2007 году Грэм объяснил свой отказ присоединиться к «Моральному большинству» Джерри Фолуэлла в 1979 году, сказав: „Я за мораль, но мораль выходит за рамки секса и ведёт к человеческой свободе и социальной справедливости. Мы, священнослужители, очень мало знаем, чтобы авторитетно говорить о Панамском канале или гонке вооружений. Евангелистов нельзя отождествлять с какой-либо конкретной партией или человеком. Мы должны стоять посередине, чтобы проповедовать всем людям, правым и левым. Я не последовал своему собственному совету в прошлом. Я буду в будущем“.
Согласно интервью Newsweek 2006 года, „для Грэма политика была вторична по отношению к Евангелию …“ Когда Newsweek спросил Грэма, должны ли служители — считают ли они себя евангелистами, пасторами или кем-то иным — проводить время, занимаясь политикой, он ответил: „Знаешь, я думаю, что это должно зависеть от человека, который чувствует себя ведомым Господом. Многое из того, что я комментировал много лет назад, не было бы от Господа, я уверен, но я думаю, что у вас есть некоторые вещи, например, коммунизм или сегрегация, о которых, я думаю, вы обязаны высказаться“.
В 2012 году Грэм поддержал кандидата в президенты от республиканцев Митта Ромни. Вскоре после этого, очевидно для того, чтобы угодить Ромни, который являлся мормоном, ссылки на мормонизм как на религиозный культ („Культ — это любая группа, которая проповедует доктрины или верования, отклоняющиеся от библейского послания христианской веры“) были удалены с сайта Грэма. Критики сомневаются, действительно ли поддержка религиозной политики республиканской партии по таким вопросам, как однополые браки, исходящая от Грэма, который перестал выступать публично и перед журналистами, отражает взгляды его сына Франклина, главы BGEA. Франклин опроверг эти сомнения и заявил, что продолжает выступать в качестве официального представителя своего отца.

### Пастор президентов

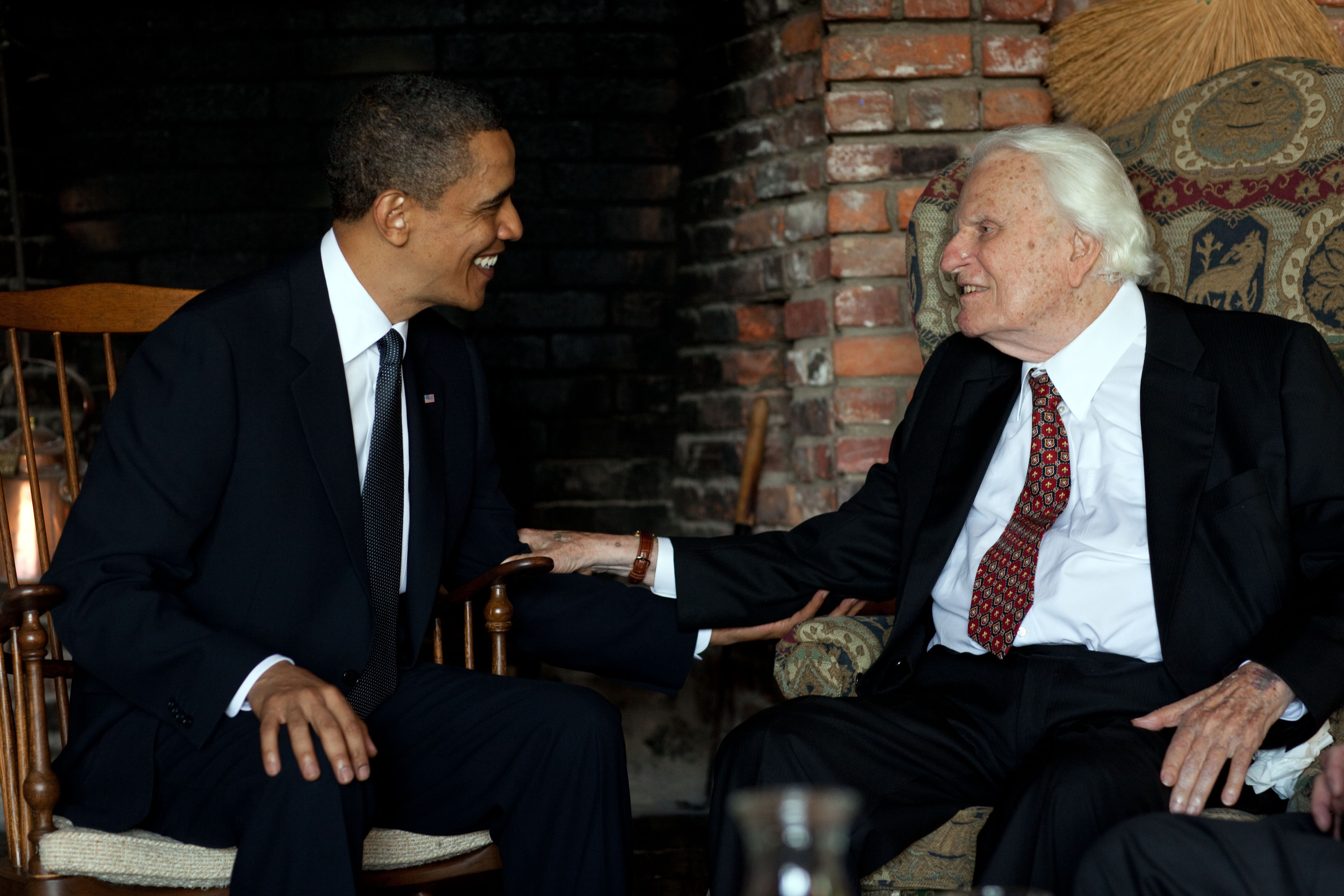
Президент США Барак Обама встречается с Билли Грэмом в его доме в городе Монтрит, штат Северная Каролина, 25 апреля 2010 года.

Грэм имел личные аудиенции у многих действующих президентов США, от Гарри С. Трумэна до Барака Обамы — 12 президентов подряд. После встречи с Трумэном в 1950 году Грэм сказал прессе, что призывал президента противостоять коммунизму в Северной Корее. Трумэн не любил его и не разговаривал с ним в течение многих лет после той встречи. Позже Грэм всегда относился к своим разговорам с президентами как к конфиденциальным.
Трумэн отрицательно относился к Грэму. Он написал о Грэме в своей автобиографии 1974 года „Прямой разговор“ (англ. Plain Speaking):

Но теперь у нас есть только один евангелист, Билли Грэм, и он сошел с ума. Он … ну, я не должен был говорить это, но он — одна из тех подделок, о которых я вам рассказывал. Он утверждает, что он друг всех президентов, но он никогда не был моим другом, когда я был президентом. Я просто не люблю таких людей. Всё, что его интересует, это чтобы его имя оказалось в газете.
— 

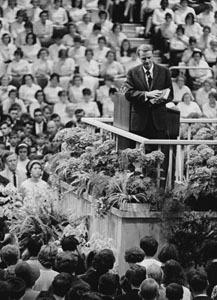
Билли Грэм в 1966

Постоянным посетителем президентов Грэм стал во время правления Дуайта Д. Эйзенхауэра. Он якобы убеждал его вмешаться дело десятки из Литл-Рока, введя федеральные войска, чтобы добиться приема чернокожих учащихся в государственные школы. Спикер палаты представителей Сэм Рейберн убедил Конгресс разрешить Грэму провести первую религиозную службу на ступенях здания Капитолия в 1952 году. Эйзенхауэр просил встречи с Грэмом на смертном одре.
Грэм также был близким другом вице-президента Ричарда Никсона, и поддержал Никсона, квакера, на президентских выборах 1960 года. Он созвал августовскую стратегическую сессию евангелических служителей в Монтрё, Швейцария, чтобы спланировать, как лучше всего противостоять римско-католическому оппоненту Никсона, сенатору Джону Ф. Кеннеди . Хотя Грэм был зарегистрирован членом демократической партии, он также твердо поддерживал агрессивные действия против внешней угрозы коммунизма и с большим сочувствием относился к взглядам Никсона на американскую внешнюю политику . Таким образом, он более симпатизировал республиканским администрациям.
16 декабря 1963 года президент США Линдон Б. Джонсон, на которого произвело впечатление то, как Грэм превозносил деятельность своего прадеда Джорджа Вашингтона Бейнса, пригласил Грэма в Белый дом, чтобы получить от него духовный совет. После этого визита Джонсон часто обращался к Грэму за духовным советом, также между ними завязалась дружба. Как вспоминал Грэм своему биографу Фрейди: „Я использовал Белый дом почти как отель, когда Джонсон был президентом. Он всегда пытался удержать меня там. Он просто никогда не хотел, чтобы я уезжал“.
В отличие от его более ограниченного доступа к Трумэну, Эйзенхауэру и Кеннеди, Грэм не только посещал личные покои Белого дома, но также иногда становился на колени у постели Джонсона, а затем молился с ним, когда президент просил его сделать это. Грэм однажды вспомнил: „Я один из немногих, кто делал это“. Помимо визитов в Белый дом, Грэм навещал Джонсона в Кэмп-Дэвиде и иногда встречался с президентом, когда тот уезжал на свое частное ранчо в Стоунволле, штат Техас. Джонсон был также первым действующим президентом, который посетил один из „крестовых походов“ Грэма, который проходил в Хьюстоне в 1965 году.
Во время президентских выборов в США в 1964 году сторонники кандидата от республиканцев Барри Голдуотера отправили около 2 миллионов телеграмм в родной город Грэма Монтреат, и искали поддержки проповедника. Поддерживая внутреннюю политику Джонсона и надеясь сохранить свою дружбу с президентом, Грэм сопротивлялся давлению оказать поддержку Голдуотеру и остался нейтральным на выборах. После победы Джонсона на выборах роль Грэма в качестве пастора Белого дома укрепилась. В какой-то момент Джонсон даже подумал о том, чтобы сделать Грэма членом своего кабинета и предложить его своему преемнику, но Грэм настоял на том, что у него нет политических амбиций, и он хотел бы остаться просто проповедником. Биограф Грэма Дэвид Эйкман признал, что проповедник был ближе к Джонсону, чем к любому другому президенту, которого он когда-либо знал.
Он провел последнюю ночь президентства Джонсона в Белом доме, и он остался на первую ночь президентства Никсона. После победоносной президентской кампании Никсона 1968 года Грэм стал советником президентов, регулярно посещая Белый дом и руководя частными богослужениями президента. На встрече с Голдой Меир Никсон предложил Грэму стать послом в Израиле, но он отклонил предложение.
В 1970 году Никсон появился на собрании пробуждения Грэма в восточном Теннесси, которое они считали нейтральным с политической точки зрения. В Теннеси он привлек одну из самых больших аудиторий, в том числе протестующих против войны во Вьетнаме. Никсон был первым президентом, выступившим с кафедры евангелиста. Их отношения стали напряжёнными в 1973 году, когда Грэм упрекнул Никсона за его поведение после Уотергейта и ненормативную лексику, услышанную на записях Уотергейта. В конце концов после отставки Никсона они примирились.
Грэм проводил службы на президентских похоронах. Он председательствовал на службе у могилы президента Линдона Б. Джонсона в 1973 году и принимал участие в отдании чести бывшему президенту. Грэм служил на похоронах бывшей первой леди Пэт Никсон в 1993 году, а также на кончине и государственных похоронах Ричарда Никсона в 1994 году. Во время скандала с Моникой Левински Грэм утверждал, что считал президента Билла Клинтона „духовным человеком“. На государственных похоронах Рональда Рейгана 11 июня 2004 года он не смог присутствовать, поскольку он восстанавливался после хирургической замены бедра. Об этом упомянул Джордж Буш в своём панегирике.
25 апреля 2010 г. президент Барак Обама посетил Грэма в его доме в Монтреате, где они „провели частную молитву“.

### Отношения с королевой Елизаветой II
Грэм имел дружеские отношения с королевой Елизаветой II, и королевская семья часто приглашала его на специальные мероприятия. Впервые они встретились в 1955 году, и в следующем году Грэм по приглашению проповедовал в королевской часовне Святого Георгия. Возможно причиной этой дружбы было их согласие в отношении традиционного подхода к практическим аспектам христианской веры.

### Взгляд на внешнюю политику
Грэм был категорически против коммунизма и поддерживал американскую политику холодной войны, включая войну во Вьетнаме. В секретном письме от 15 апреля 1969 года, обнародованном двадцать лет спустя, Грэм призвал Никсона бомбить дамбы в Северном Вьетнаме, если мирные переговоры в Париже потерпят неудачу. Эта акция „разрушила бы экономику Северного Вьетнама“ и, по оценке Никсона, привела бы к смерти миллиона человек.
В 1982 году Грэм проповедовал в Советском Союзе и присутствовал на церемонии возложения венков в честь погибших во время Второй мировой войны, в которой СССР был союзником США в борьбе с нацизмом. Он выразил опасение относительно второго Холокоста, но не против евреев, а „ядерного холокоста“, и в противовес заявил, что „наш величайший вклад в мир во всем мире — это жить со Христом каждый день“.
В своей речи 1999 года Грэм высказался по поводу своего отношению к покойному северокорейскому лидеру Ким Ир Сеном, назвав его „коммунистом другого типа“ и „одним из величайших борцов за свободу в своей стране против японцев“. Далее Грэм отметил, что, хотя он никогда не встречал сына Кима и бывшего северокорейского лидера Ким Чен Ира, но „обменялся с ним подарками“.

## Спорные мнения

### Обсуждение евреев с президентом Никсоном
Во время дела Уотергейта высказывались предположения, что Грэм был согласен со многими антисемитскими взглядами президента Ричарда Никсона, но Грэм отрицал их и подчёркивал свои усилия по наведению мостов с еврейской общиной. В 2002 году полемика возобновилась, когда рассекреченные „записи Ричарда Никсона“ подтвердили замечания, сделанные Грэмом Никсону три десятилетия назад. В записях на этих плёнках Грэм соглашается с Никсоном в том, что евреи контролируют американские СМИ, назвав это „мёртвой хваткой“ во время разговора с Никсоном в 1972 году и предположил, что если Никсон будет переизбран, они, возможно, смогут что-то с этим сделать.
Когда записи были обнародованы, Грэм извинился и сказал: „Хотя я не помню об этом событии, я глубоко сожалею о комментариях, которые я, по-видимому, сделал во время беседы в Овальном кабинете с президентом Никсоном … около 30 лет назад. … Они не отражают мои взгляды, и я искренне прошу прощения за любые оскорбления, вызванные этими замечаниями“. Согласно журналу Newsweek, шок от откровения был усилен из-за давней поддержки Грэмом Израиля и его отказа присоединиться к призывам к обращению евреев».
В 2009 году были обнародованы новые записи с Никсоном, на которых Грэм в разговоре с ним в 1973 году упоминает группу еврейских журналистов и «синагогу сатаны». Представитель Грэма сказал, что Грэм никогда не был антисемитом и что сравнение (в соответствии с контекстом цитаты из Книги Откровения) было направлено специально на тех, кто утверждает, что они евреи, но не придерживается традиций иудаизма.

### Экуменизм
После «крестового похода» 1957 года в Нью-Йорке некоторые более протестанты-фундаменталисты критиковали Грэма за его экуменизм, даже называя его «антихристом».
Грэм выражал инклюзивистские взгляды, предполагая, что люди без явной веры в Иисуса тоже могут быть спасены. В интервью 1997 года Роберту Шуллеру Грэм сказал:

Я думаю, что все, кто любит или знает Христа, осознают они это или нет, они являются членами тела Христова … [Бог] призывает людей из этого мира во имя Его, независимо от того, происходят ли они из мусульманского мира, буддистского или мира неверующих, они являются членами Тела Христова, потому что они были призваны Богом. Они могут не знать имени Иисуса, но в своём сердце они знают, что им нужно то, чего у них нет, и они обращаются к единственному свету, который у них есть, и я думаю, что они спасены и впоследствии будут с нами на небесах.
— 
Иан Мюррей, имеющий консервативную протестантскую точку зрения, пишет, что «уступки Грэма — грустные слова того, кто когда-то говорил на основе библейских определений».

### Отношение к женщинам
В 1970 году Грэм заявил, что феминизм является «отголоском нашей общей философии вседозволенности» и что женщины не хотят быть «соревновательными гигантами, сражающимися против шовинистов-мужчин» [138] [139]. Далее он заявил, что роль жены, матери и домохозяйки является достойным уделом «настоящей женщины» согласно иудео-христианской этике. Утверждения Грэма, опубликованные в Ladies' Home Journal, вызвали массу писем протеста. Также они были использованы в качестве аргументов против создания нового раздела журнала, озаглавленного «Новый феминизм», который был добавлен незадолго до этого после сидячей акции протеста в офисах журнала с требованием добавления женщин в коллектив сотрудников издания.
Грэм был хорошо известен своей практикой не проводить время наедине с какой-либо женщиной, кроме своей жены. Это стало известно как «правило Билли Грэма».
Дочь Грэма Банни рассказала, что её отец не дал согласие на получение ей и её сёстрами высшего образовании. Как сообщает The Washington Post:

Банни помнит, как её готовили быть в жизни женой, домохозяйкой и матерью. «У нас никогда не было мыслей о карьере», — сказала она. «Я хотела пойти в школу медсестер — в Уитоне была пятилетняя программа обучения, — но папа сказал „нет“. Ни причин, ни объяснений, просто „Нет“. Это не было конфронтацией, и он не злился, но когда он решил, это было окончательно». Она добавила: «Он забыл об этом. Мать не забыла».
— 
Грэм уговорил свою будущую жену Рут отказаться от своих планов евангелизировать в Тибете, оставшись в Соединенных Штатах и выйти за него замуж — и что поступить иначе означало бы «воспрепятствовать очевидной воле Бога». После того, как Рут согласилась выйти за него замуж, Грэм процитировал Библию, сказав: «Тогда я буду руководить, а ты — следовать».

### Отношение к гомосексуализму
Грэм считал гомосексуализм грехом и в 1974 году описал его как «зловещую форму извращения». В 1993 году он сказал, что считает, что СПИД может быть «приговором» от Бога, но две недели спустя он отказался от этого замечания, сказав: «Я этому не верю и не знаю, почему я это сказал». Грэм выступал против однополых браков, и в 2012 году он высказал поддержку первой поправке Конституции Северной Каролины, которая запрещает их в этом штате. Позиция Грэма заключалась в том, что он не хотел говорить о гомосексуализме как о политической проблеме. Корки Семашко, писавший для NBC News, отметил, что после инцидента 1993 года Грэм «в значительной степени держался подальше от этой темы» [152]. Однако после его смерти комментаторы, такие как Дуглас Робертсон, писавший для The Independent, назвали Грэма «гомофобом».

## Служение в СССР и странах СНГ
Книга Билли Грэма «Тайна счастья» в советский период печаталась в нелегальной типографии издательства «Христианин». Радиопередачи с участием Билли Грэма из цикла «Час решения» транслировались в переводах на русский язык и на Советский Союз с 1983 года (то есть ещё в эпоху «железного занавеса») на волнах религиозных радиостанций Радио Монте-Карло, ИБРА-радио и др.
В качестве проповедника Билли Грэм неоднократно в период с 1982 по 1992 годы посещал Советский Союз и страны СНГ.
В 1982 году по приглашению Патриарха Пимена Грэм выступал на международной конференции «Религиозные деятели за спасение священного дара жизни от ядерной катастрофы», проповедуя в Богоявленском соборе и в Центральной баптистской церкви.
В 1984 году во время 12-дневной поездки по городам СССР посетил Ленинград, Москву, Таллин и Новосибирск, где выступил в общей сложности более 50 раз в православных храмах и евангельских церквах, в Ленинградской духовной академии, в новосибирском Академгородке и на праздновании 100-летия миссионерской работы баптистов в России.
В 1988 году в качестве почётного гостя Русской православной церкви приезжал в Советский Союз на празднование тысячелетия крещения Руси, проповедуя в православных и евангельских церквах Москвы и Киева, где на его проповедь собрались около 15 тысяч человек.
В 1991 году в Москве на школе благовестия Грэм выступил перед служителями церквей из республик бывшего СССР (пресвитеры, благовестники и другие служители) общей численностью около 5 тысяч человек, призывая их «использовать для благовестия грандиозную возможность, предоставленную им Богом впервые за долгие годы».
В 1992 году проповедь Грэма во время богослужения в Москве в спортивном комплексе «Олимпийский» в течение трёх дней услышали около 155 тысяч человек; трансляция велась через установленные на улице мониторы в том числе и для людей, которые не смогли попасть в «Олимпийский».

## Награды
Грэм часто удостаивался наград в общественных опросах, в том числе «Величайший из ныне живущих американцев», и неизменно входил в число самых уважаемых людей в Соединенных Штатах и в мире Чаще всего он появлялся в списке самых уважаемых людей Гэллапа. В день своей смерти Грэм 61 раз входил в топ-10 «самых уважаемых людей» по версии Гэллапа и имел самый высокий рейтинг среди всех людей с момента начала его составления в 1948 году.
В 1967 году он был первым протестантом, получившим почетную степень в Belmont Abbey College, римско-католическом учебном заведении.
В 1983 году президент США Рональд Рейган наградил его Президентской медалью свободы.
Грэм получил премию «Старший брат года» за свою работу в интересах детей. Он был процитирован Мемориальным институтом Джорджа Вашингтона Карвера за его вклад в межрасовые отношения. Он получил премию Фонда Темплтона за успехи в религии и премию Сильвана Тайера за его приверженность делу «Долг, честь, страна». «Детский оздоровительный центр Билли Грэма» в Эшвилле назван в честь Грэма и финансируется им.
В 1999 году Ассоциация госпел-музыки включила включила Грэма в зал славы госпела, чтобы отметить его вклад в развитие христианских музыкальных исполнителей, таких как Майкл У. Смит, dc Talk, Эми Грант, Джарс Клэй и другие, участвовавшие в «крестовых походах» Билли Грэма. Грэм был первым, кто, не являясь музыкантом возродил интерес к гимнам и созданию новых песен. Певец Майкл У. Смит принимал участие в «крестовых походах» Билли Грэма, а также в «Суме самаритянина». Смит спел «Just As I Am» в честь Грэма на 44-й церемонии вручения наград GMA Dove Awards. Он также спел её на поминальной службе в честь Грэма в ротонде Капитолия США 28 февраля 2018 года.
В 2000 году бывшая первая леди Нэнси Рейган вручила Грэму Премию свободы Рональда Рейгана. Грэм был другом Рейгана на протяжении многих лет.
В 2001 году королева Елизавета II удостоила его почётного рыцарского звания. Эту награду ему вручил сэр Кристофер Мейер, посол Великобритании в США в посольстве Великобритании в Вашингтоне 6 декабря 2001 г.
В его честь названа профессорская кафедра в Сэмфордском университете, принадлежащем баптистам Алабамы, профессору евангелизма и церковного роста Билли Грэма. Его альма-матер, Уитон-колледж, хранит архив его статей в Центре Билли Грэма. В Южной баптистской богословской семинарии есть школа миссии, евангелизма и служения Билли Грэма. Грэм получил 20 почетных ученых степеней и не считая многих других, от которых он отказался. Гражданскую аудиторию Билла Грэма в Сан-Франциско, иногда ошибочно считают названной в его честь, но на самом деле она названа в честь промоутера рок-н-ролла Билла Грэма.
31 мая 2007 года в Шарлотте была официально открыта библиотека Билли Грэма стоимостью 27 миллионов долларов. Бывшие президенты Джимми Картер, Джордж Буш-младший и Билл Клинтон отметили это событие вместе с Грэмом. Шоссе в Шарлотте носит имя Грэма, как I-240 возле дома Грэма в Эшвилле.
Когда в 2005 году происходил последний «крестовый поход» Грэма, его друг Пэт Бун решил создать песню в честь Грэма, которую он написал и спродюсировал вместе с Дэвидом Пэком и Билли Дином, которые объединили в цифровом виде студийные записи различных исполнителей в то, что было названо постановкой типа «Мы — это мир». Видео для песни под названием «Спасибо, Билли Грэм» было представлено Боно, и в нём поучаствовали такие исполнители как Фэйт Хилл, MxPx, Джон Форд Коли, Джон Элефанте, Майк Эррера, Майкл Макдональд, Джеффри Осборн, Лиэнн Раймс, Кенни Роджерс, Конни Смит, Майкл Тейт и другие. Автор рассказа к песне — Ларри Кинг, режиссёр — Брайан Локвуд. Постановка представляет собой трибьют-альбом. В 2013 году Эми Грант, Кари Джоб, Newsboys, Мэтью Уэст, ТобиМак и другие музыкальные исполнители записали альбом My Hope: Songs Inspired by the Message and Mission of Billy Graham с новыми песнями в честь Грэма во время его My Hope America with Billy и в честь публикации его книги «Причина моей надежды: спасение». Другие песни, написанные в честь Грэма, включают «Герой Веры» (англ. Hero of the Faith), написанную Эдди Карсвеллом из NewSong, которая стала хитом, «Билли, ты мой герой» (англ. Billy, You're My Hero) Грега Хичкока, „Билли Грэм“ (англ. Billy Graham) группы The Swirling Eddies, „Библия Билли Грэма“ (англ. Billy Graham's Bible) Джо Николса, „Билли Фрэнк“ (англ. Billy Frank) Рэнди Стоунхилла и оригинальная песня Фернандо Ортеги под названием Just as I Am.
Официальная премьера фильма „Билли: Ранние годы“ (англ. Billy: The Early Years) состоялась 10 октября 2008 года, менее чем за месяц до 90-летия Грэма. Грэм не стал комментировать фильм, но 18 августа 2008 года его сын Франклин выступил с критическим заявлением, отметив, что Евангелизационная ассоциация Билли Грэма „не сотрудничает и не поддерживает фильм“. Старшая дочь Грэма, Джиджи, похвалила фильм и была нанята в качестве консультанта для его продвижения.

### Другие награды

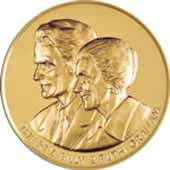
Золотая медаль Конгресса 1996 года показывает Рут и Билли Грэм в профиль (аверс)

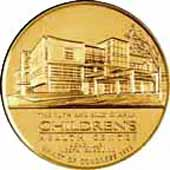
Детский оздоровительный центр Рут и Билли Грэм в Эшвилле, Северная Каролина (на оборотной стороне).

- Медаль за выдающиеся заслуги перед Армией спасения[188];
- Кто есть кто в Америке ежегодно с 1954 года упоминает Грэма[189];
- Премия «Выдающиеся люди» Фонда свободы[англ.] (несколько лет)[190][191];
- Золотая медаль, Национальный институт социальных наук, Нью-Йорк, 1957 год[191];
- Ежегодная премия Гутенберга Чикагского библейского общества, 1962 г.[192];
- Золотая награда Мемориального института Джорджа Вашингтона Карвера, 1964 г., за вклад в межрасовые отношения, вручена сенатором Джавитсом[англ.] (штат Нью-Йорк)[193];
- Премия «Спикер года» присуждена компанией Delta Sigma Rho-Tau Kappa Alpha[англ.], 1965 г.[194];
- Премия «Золотая тарелка» Американской академии достижений[англ.], 1965 год[195];
- Премия Горацио Алджера[англ.], 1965 год[193];
- Премия за национальное гражданство Ассоциации военных священников Соединенных Штатов Америки, 1965 год[188];
- Почетная награда мудрости, 1965 год[196];
- Мемориальная доска «Факел свободы» Антидиффамационной лиги Бней-Брит, 1969[194];
- Почетная медаль Джорджа Вашингтона от Фонда свободы в Вэлли-Фордж, штат Пенсильвания, за его проповедь «Общество насилия», 1969 (также в 1974 году)[188];
- Награждён организацией «Мораль в СМИ»[англ.] за «продвижение принципов истины, вкуса, вдохновения и любви в СМИ», 1969[188];
- Премия Международного братства Национальной конференции христиан и евреев[англ.], 1971 год[197];
- Премия Национальной ассоциации вещателей[англ.] за выдающиеся заслуги, 1972 год[198];
- Францисканская международная премия, 1972 год[193];
- Премия Сильвана Тайера от Ассоциации выпускников Военной академии США в Вест-Пойнте (самая престижная награда, которую Военная академия США присуждает гражданину США), 1972 год[191];
- Премия «Продавец десятилетия Ассоциации прямых продаж[англ.]», 1975 год[194];
- Премия Филиппа от Ассоциации объединённых методистских евангелистов, 1976[199];
- Первая национальная межрелигиозная премия Американского еврейского комитета, 1977 год[200];
- Медаль за выдающиеся достижения в области связи Южной баптистской комиссии[англ.] по радио и телевидению, 1977 год[188];
- Медаль Столетия Жаботинского, вручённая Фондом Жаботинского, 1980[191];
- Премия Зала славы религиозного радиовещания, 1981[201];
- Премия Фонда Темплтона за прогресс в религии, 1982[193];
- Президентская медаль свободы, высшая гражданская награда страны, 1983 год[201];
- Национальная награда за заслуги перед религиозными деятелями[англ.], 1986 год[201];
- Премия Северной Каролины на государственной службе, 1986[202];
- Опрос самых уважаемых мужчин от Good Housekeeping[англ.], [195] 1997, № 1 пять лет подряд и 16-й раз в топ-10[202] 1997, No. 1 for five years in a row and 16th time in top 10[189];
- Золотая медаль Конгресса США (вместе с женой Рут), высшая награда, которую Конгресс может вручить частному лицу, 1996 г.[203];
- Премия президентского фонда Рональда Рейгана за свободу за монументальный и постоянный вклад в дело свободы, 2000 г.[204];
- Почетный кавалер ордена Британской империи (KBE)[201] за его международный вклад в гражданскую и религиозную жизнь на протяжении 60 лет, 2001[205];
- Многие почетные ученые степени, в том числе Северо-Западный университет - Сент-Пол[англ.], штат Миннесота, где Грэм когда-то был президентом, назвали свой новый кампус зданием Билли Грэма[206]. Он также получил почетные степени доктора богословия[207][208].

## Работы
Колонка с советами Грэма «Мой ответ» (англ. My Answer) появлялась в газетах более 60 лет по состоянию на 2017 год

### Книги
Билли Грэм является автором следующих книг. Многие из них стали бестселлерами. В 1970-х, например, было продано 200 000 копий The Jesus Generation только в первые две недели после публикации; Angels: God’s Secret Agents разошлись тиражом миллиона копий в течение 90 дней после выпуска; How to Be Born Again, как сообщается, вошла в историю издательского дела, потому что её только первый тираж составил 800 000 экземпляров".

| - Calling Youth to Christ (1947); - America’s Hour of Decision (1951); - I Saw Your Sons at War (1953); - Peace with God (1953, 1984); - Freedom from the Seven Deadly Sins (1955); - The Secret of Happiness (1955, 1985); - Billy Graham Talks to Teenagers (1958); - My Answer (1960); - Billy Graham Answers Your Questions (1960); - World Aflame (1965); - The Challenge (1969); - The Jesus Generation (1971); - Angels: God’s Secret Agents (1975, 1985); - How to Be Born Again (1977); - The Holy Spirit (1978); - Till Armageddon (1981); | - Approaching Hoofbeats (1983); - A Biblical Standard for Evangelists (1984); - Unto the Hills (1986); - Facing Death and the Life After (1987); - Answers to Life’s Problems (1988); - Hope for the Troubled Heart (1991); - Storm Warning (1992); - Just As I Am: The Autobiography of Billy Graham (1997, 2007); - Hope for Each Day (2002); - The Key to Personal Peace (2003); - Living in God’s Love: The New York Crusade (2005); - The Journey: How to Live by Faith in an Uncertain World (2006); - Nearing Home: Life, Faith, and Finishing Well (2011); - «Причина моей надежды: спасение» (англ. The Reason for My Hope: Salvation (Причина моей надежды: спасение), 2013); - Where I Am: Heaven, Eternity, and Our Life Beyond the Now (2015). |

- «Мир с Богом» (англ. Peace with God, 1983).

## В кино
- Несломленный: путь к искуплению[англ.] (англ. Unbroken: Path to Redemption, 2018): роль Грэма играет его внук Уилл Грэм[англ.];
- Телесериал Корона (2016 — настоящее время): сериал Netflix, сезон 2, эпизод 6. В исполнении актёра Пола Спаркса[213];
- «Билли: Ранние годы» (англ. Billy: The Early Years, 2008): роль Грэма играет актёр Арми Хаммер[214];
- Человек в 5-м измерении[англ.] (англ. Man in the 5th Dimension, 1964): короткометражный биографический фильм с участием Грэма.